# Julien Delaite
Julien Delaite, né le 30 janvier 1868 à Liège où il meurt le 1er septembre 1928, est un scientifique, un homme politique belge et un militant wallon.

## Biographie
Docteur en sciences naturelles de l'université de Liège, il fonda en 1897 la Nouvelle ligue wallonne de Liège puis la Ligue nationale wallonne. Conseiller communal libéral (1903), puis conseiller provincial (1904), il organisa et présida, en 1905, le congrès wallon de Liège. Il avait depuis 1898 élaboré un projet de séparation administrative de l'État belge, qu'il affina à diverses reprises jusqu'en 1912. Ce projet prévoyait trois régions (Wallonie, Flandre et région brabançonne), gérées par trois conseils provinciaux.
Il est inhumé au Cimetière de Robermont à Liège.

## Décorations
- Officier du Mérite wallon (O.M.W.) à titre posthume en 2012.

## Publications
- Julien Delaite, « Les comtes de Dammartin en Goële et leurs ancêtres (Saint-Riquier, Montreuil sur Mer, Montdidier, Arcis et Ramerupt), du Ville au XIIe siècle », Bulletin de l'institut archéologique liégeois, Liège, t. XL,‎ 1910, p. 131-203 (ISSN 0776-1260, lire en ligne)
- Julien Delaite, « Les premières générations issues de Rasse de Dammartin et d'Alice de Warfusée d'après les documents », Bulletin de l'institut archéologique liégeois, Liège, t. XLI,‎ 1911, p. 113-154 (ISSN 0776-1260, lire en ligne)